# Panaxia flavoteberdina
Panaxia flavoteberdina är en fjärilsart som beskrevs av Kettlewell 1943. Panaxia flavoteberdina ingår i släktet Panaxia och familjen björnspinnare. Inga underarter finns listade i Catalogue of Life.